# Onorificenze croate
Elenco delle onorificenze e degli ordini di merito e cavallereschi distribuiti dalla Croazia.
Con la caduta del regime monarchico la concessione di medaglie ed onorificenze appartenenti al periodo regio è cessata.

## Regno di Croazia (1941-1943), Stato Indipendente di Croazia (1943-1945)

### Ordini cavallereschi
| Nastro | Nome                                   | Anno di fondazione | Sovrano fondatore       |
| ------ | -------------------------------------- | ------------------ | ----------------------- |
|        | Ordine della Corona del re Zvonimiro   | 1941               | Tomislavo II di Croazia |
|        | Ordine al merito                       | 1942               | Tomislavo II di Croazia |
|        | Ordine militare del Trifoglio di ferro | 1941               | Tomislavo II di Croazia |

### Medaglie di benemerenza
| Nastro | Onorificenza                                                      |
| ------ | ----------------------------------------------------------------- |
|        | Medaglia di Pavelic al coraggio                                   |
|        | Medaglia ai feriti                                                |
|        | Distintivo commemorativo del 5 dicembre 1918                      |
|        | Distintivo commemorativo di guerra                                |
|        | Distintivo commemorativo per l'indipendenza della Croazia         |
|        | Medaglia del giubileo dell'indipendenza della Croazia (1918-1943) |
|        | Distintivo d'onore degli ustasha                                  |

## Repubblica di Croazia (25 giugno 1991 - attuale)

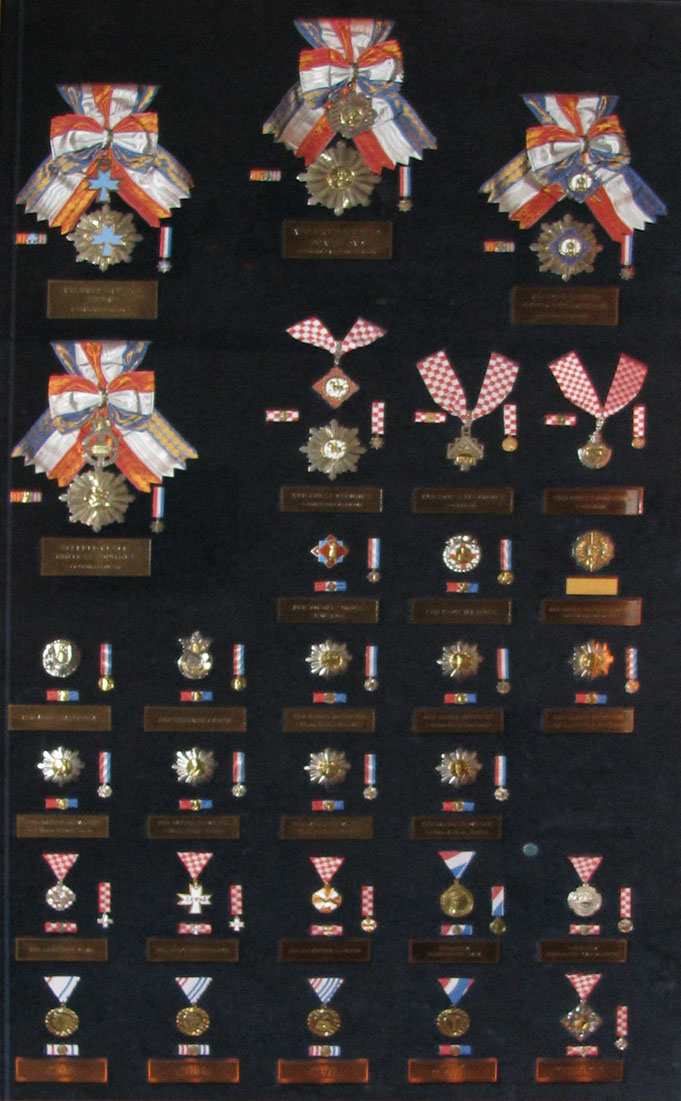
Immagine d'insieme degli ordini cavallereschi della Repubblica di Croazia.

A differenza del precedente sistema di onorificenze in uso in Croazia, dalla fondazione della Repubblica di Croazia e dalla successiva riforma degli ordini cavallereschi, venne stabilita la compresenza di un certo numero di onorificenze, tutte con un'unica classe, ma suddivise in ordine di precedenza. Le onorificenze sono suddivise a gruppi e un singolo insignito può essere insignito contemporaneamente delle onorificenze di diversi gruppi ma non dello stesso gruppo. In caso di avanzamento all'interno dello stesso gruppo l'insignito deve restituire la precedente onorificenza.

### Ordini cavallereschi
| Nastro | Onorificenza                                   |            |                  |
| Nastro | Grand'Ordini                                   | Classe     | Classe nazionale |
| ------ | ---------------------------------------------- | ---------- | ---------------- |
|        | Grand'Ordine del Re Tomislavo                  | I classe   | I classe         |
|        | Grand'Ordine della Regina Jelena               | II classe  | II classe        |
|        | Grand'Ordine del Re Petar Krešimir IV          | III classe | III classe       |
|        | Grand'Ordine del Re Dmitar Zvonimir            | IV classe  | IV classe        |
| Nastro | Ordini dei duchi                               | Classe     | Classe nazionale |
|        | Ordine del Duca Trpimir                        | I classe   | V classe         |
|        | Ordine del Duca Branimir                       | II classe  | VI classe        |
|        | Ordine del Duca Domagoj                        | III classe | VII classe       |
| Nastro | Ordini statali                                 | Classe     | Classe nazionale |
|        | Ordine di Nikola Šubić Zrinski                 | I classe   | VIII classe      |
|        | Ordine di Ban Jelačić                          | II classe  | IX classe        |
|        | Ordine di Petar Zrinski e Fran Krsto Frankopan | III classe | X classe         |
|        | Ordine di Ante Starčević                       | IV classe  | XI classe        |
|        | Ordine di Stjepan Radić                        | V classe   | XII classe       |
|        | Ordine della Danica Hrvatska                   | VI classe  | XIII classe      |
| Nastro | Ordini dei simboli di stato                    | Classe     | Classe nazionale |
|        | Ordine della croce croata                      | I classe   | XIV classe       |
|        | Ordine del trifoglio croato                    | II classe  | XV classe        |
|        | Ordine del canneto croato                      | III classe | XVI classe       |